# Copperhead (film, 2013)
Pour les articles homonymes, voir Copperhead.
Pour plus de détails, voir Fiche technique et Distribution.
Copperhead est un film indépendant canadien/américain sorti en 2013. Il a été réalisé par Ron Maxwell.

## Fiche technique
- Réalisation : Ron Maxwell
- Scénario : Bill Kauffman d'après un roman de Harold Frederic
- Production : Swordspoint Productions
- Lieu de tournage : Nouveau-Brunswick[1]
- Durée : 120 minutes
- Date de sortie : 28 juin 2013

## Distribution
- Billy Campbell : Abner Beech
- Angus Macfadyen : Jee Hagadorn
- Peter Fonda : Avery
- Augustus Prew : Ni Hagadorn
- Lucy Boynton : Esther Hagadorn
- Casey Thomas Brown : Jeff Beech
- François Arnaud : Warner Pitts
- Josh Cruddas : Jimmy
- Genevieve Steele : M'Rye Beech
- Ryan Doucette : Byron Truax